# Рие Кимура
Рие Кимура (јап. 木村 理恵; 30. јул 1971) бивша је јапанска фудбалерка.

## Репрезентација
За репрезентацију Јапана дебитовала је 1996. године. За тај тим одиграла је 21 утакмица.

## Статистика
| Јапан  | Јапан | Јапан |
| Год.   | Ута.  | Гол.  |
| ------ | ----- | ----- |
| 1996   | 2     | 0     |
| 1997   | 0     | 0     |
| 1998   | 0     | 0     |
| 1999   | 6     | 0     |
| 2000   | 6     | 0     |
| 2001   | 7     | 0     |
| Укупно | 21    | 0     |